# Prekambr
Prekambr – nieformalna jednostka geochronologiczna w dziejach Ziemi, obejmująca przedział czasu od powstania Ziemi do początku okresu kambryjskiego, czyli interwał wiekowy od 4,6 mld lat do 542 mln lat temu. Prekambrowi odpowiadają wiekowo dwie formalne jednostki stratygraficzne, eony: archaik, proterozoik oraz starszy od archaiku hadeik uznawany kiedyś za eon, obecnie raczej za jednostkę nieformalną. Prekambr obejmuje blisko 85% dziejów Ziemi. Pomimo że jest jednostką nieformalną, to powszechnie jest stosowany w fachowej literaturze, występuje też w oficjalnej tabeli stratygraficznej, jako nieskategoryzowana jednostka powyżej eonów.
Z proterozoiku, zwłaszcza z ediakaru, pochodzą pierwsze znane nam odciski ciał oraz ślady działalności pierwszych organizmów żywych. We wcześniejszym eonie, archaiku, powstały najstarsze skały budujące tzw. tarcze kontynentalne oraz podłoże platform kontynentalnych. Archaik poprzedza hadeik – nieformalny eon, pod koniec którego Ziemia ostygła, umożliwiając skroplenie się wód i powstanie twardej skorupy ziemskiej.
Skały prekambru stanowią krystaliczny fundament wielu obecnie wyróżnianych płyt tektonicznych. Stopniowe schładzanie skorupy ziemskiej doprowadziło do powstania wielu złóż, w tym:
- złota (Au) – RPA, Kanada, USA, Australia
- rud żelaza (Fe) – Szwecja, Norwegia, USA, Meksyk, Chile, Rosja, Kanada, Syberia
- rud miedzi (Cu) – USA, Kanada
- rud uranu (U) – Australia, Kanada, Demokratyczna Republika Konga, Zambia.

## Przebieg kluczowych zmian
- 5000-4500 milionów lat temu powstaje Układ Słoneczny, Ziemia z Księżycem i inne planety
- 4500-4300 milionów lat temu na Ziemi pojawia się i kształtuje skorupa ziemska
- 3800-2000 milionów lat temu pojawiają się pierwsze organizmy żywe: bakterie beztlenowe (atmosfera beztlenowa: głównie para wodna, wodór, azot, dwutlenek węgla, dwutlenek siarki, metan i amoniak)
- 2500-1600 milionów lat temu pojawiają się pierwsze organizmy przypominające sinice, produkujące tlen
- 1600-600 milionów lat temu znacząco wzrasta stężenie tlenu w atmosferze oraz tworzą się pierwsze organizmy wielokomórkowe

W prekambrze zaczęły tworzyć się pierwsze kontynenty, m.in.:
- Yilgarn (4,4 - 4,3 mld lat temu) - najstarsze znane osady lądowe, znalezione w Australii
- Walbara (~3,4 mld lat temu)
- Ur (~3 mld lat temu) - pierwszy pewny kontynent (choć mniejszy niż dzisiejsza Australia)
- Kenorland (2,7 - 2,1 mld lat temu)
- Nena (od 1,8 mld lat temu, później weszła w skład superkontynentu Kolumbii)
- Kolumbia zwana też Nuna (1,8 - 1,5 mld lat temu) - pierwszy pewny superkontynent
- Rodinia (1,1 - 0,75 mld lat temu)
- Pannocja (600 - 540 mln lat temu, istnienie niepewne)

## Podział
Do prekambru zalicza się dwa eony: archaik i proterozoik (nieformalnie wyróżnia się także hadeik), dzielące się na 7 er.
Prekambr
- Proterozoik
  - Neoproterozoik
    -       - Ediakar
      - Kriogen
      - Ton

  - Mezoproterozoik
    -       - Sten
      - Ektas
      - Kalim

  - Paleoproterozoik
    -       - Stater
      - Orosir
      - Riak
      - Sider
- Archaik
  - Neoarchaik
  - Mezoarchaik
  - Paleoarchaik
  - Eoarchaik
- Hadeik

## Organizmy żywe prekambru

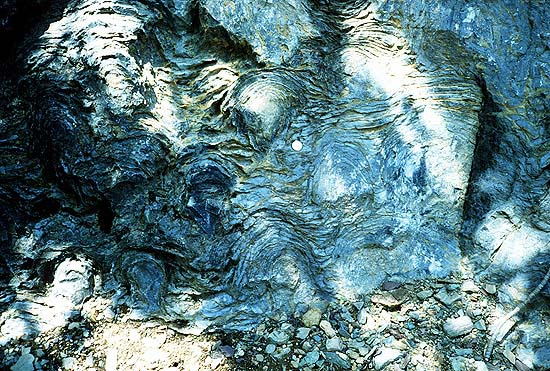
Prekambryjskie stromatolity - geologiczne twory z cienkich warstw węglanu wapnia wytrąconego z wody morskiej jako efekt uboczny życia sinic. Należą do najstarszych śladów życia na Ziemi, najstarszy stromatolit pochodzi sprzed 3,2 mld lat.

Upływ czasu, przekształcenia skorupy ziemskiej oraz brak twardych elementów strukturalnych sprawiły, że ślady ówczesnego życia zachowały się sporadycznie, przez to trudne są do identyfikacji i klasyfikacji.
Pierwsze ślady życia pochodzą sprzed 3,8 miliardów lat. Są to ślady archeonów (archeobakterii) oraz bakterii, w tym sinic. Po ówczesnych sinicach pozostały stromatolity. Pierwsze pewne eukarionty pojawiły się przed dwoma miliardami lat. Najstarszymi prawdopodobnymi organizmami wielokomórkowymi są gabonionta (złożone organizmy o trudnej do ustalenia pozycji systematycznej) i Grypania spiralis (glon albo kolonia jednokomórkowych sinic).
Prawdopodobnie wskutek zakończenia ogólnoświatowego zlodowacenia, które wystąpiło około 700 mln lat temu, wielokomórkowce pojawiły się na Ziemi na dużą skalę. Na około 650 mln lat datuje się kosmopolityczną faunę z Ediacara o niejasnej przynależności systematycznej. Wśród zwierząt prócz jamochłonów wyróżnia się (o ile klasyfikacja jest słuszna) pierścienice, a nawet mięczaki. Pod koniec proterozoiku pojawiły się ślady przekopywania osadów pozostawione przez nagie zwierzęta. Niektóre organizmy były w stanie osiągnąć wielkość dwóch metrów np. (Charnia), jednak wielkość większości zwykle wahała się od 5-25 centymetrów. Spośród roślin żyły: akritarchy, wiciowce i zielenice.

## Skamieniałości charakterystyczne
Fauna ediakarańska:
- Spriggina
- Kimberella
- Parvancorina
- Tribrachidium
- Dickinsonia

Parzydełkowce
- Barachina
- Anabarties
- Paleolina
- Cloudina